# Pallamano Oderzo (femminile)
La Pallamano Oderzo, conosciuta anche come Mechanic System Oderzo per motivi di sponsorizzazione, è una società sportiva con sede ad Oderzo.
Disputa il campionato di Serie A2, secondo livello del Campionato italiano di pallamano femminile.

## Storia

### Origini
L'allora Pallamano Oderzo-Fontanelle nasce nel 1984 dall'amore del prof. Giuseppe Dal Molin per questo sport quasi sconosciuto in terra opitergina. 
Organizzando vari tornei scolastici, sia maschili che femminili, per i ragazzi delle medie opitergine e fontanellensi, nel 2001 decide di portare una piccola schiera di ragazzine al Trofeo Topolino di pallamano, tenutosi a Malo. All'esordio, la squadra conquista il primo posto, uscendo imbattuta da tutti i match. Inizia così la storia della pallamano opitergina femminile.
Parte di quella squadra milita in serie B, squadra femminile maggiore della società.
Negli anni seguenti nasce e prende forma la società attuale e aumentano sempre più le reclute, grazie soprattutto al lavoro del professore con i ragazzi delle medie e alla passione di familiari ed amici degli atleti. Con il nome di Pallamano Oderzo-Fontanelle, che diventerà poi l'odierna Pallamano Oderzo, ragazzi e ragazze prendono parte a numerosi campionati giovanili, facendo accrescere a poco a poco la fama della società.

### L'unione col CUS Venezia
Tra il 2007-2008 ed il 2009-2010 nasce un'unione societaria con il CUS Venezia,conclusosi in modo negativo a causa di divergenze di opinione nella gestione sportiva. Nel 2008 le ragazze under 16 si laureano campionesse regionali e poi vice campionesse d'Italia alle finali di Pescara.

### La 'nuova' Pallamano Oderzo
Con l'inizio del nuovo anno sportivo 2010/2011, la società vede necessaria la separazione dal CUS Venezia.
Dal 28-11 all'11-12-2010 la società ospita l'evento "Women's Handball WCH Brazil 2011", ovvero le qualificazioni ai mondiali di pallamano femminile. Le nazionali che prendono parte all'evento sono Lituania, Bulgaria, Repubblica Ceca ed Italia. Membro della nazionale maggiore è anche Anna Serafini diciottenne opitergina, cresciuta tra le file della Pallamano Oderzo e coinvolta per anni nel progetto FIGH Roma Futura.
La femminile intraprende nuovamente la serie B e ottiene a fine anno la promozione, sotto la guida di Nicoleta Rosca. È la prima promozione ottenuta dalle ragazze nella storia della società.
Nel 2012/2013 la prima squadra femminile si vede costretta a giocare nuovamente nel campionato di serie B, avendo la società deciso di non accettare la promozione. Numerose sono le atlete che decidono allora di lasciare la squadra. A fine campionato, le ragazze ottengono un secondo posto che consente comunque l'accesso alla serie A2, grazie alla modifica dei campionati.
Nel 2016/2017 la squadra termina al secondo posto il campionato, qualificandosi per la poule promozione. Al termine della seconda fase l'Oderzo è primo in classifica e viene promossa in Serie A1 per la prima volta nella sua storia.
Il 14 febbraio 2021 vince la Coppa Italia, primo trofeo nazionale nella storia della società.
Dopo aver perso la finale scudetto contro Salerno per 2-1 (in vantaggio 0-1 nella serie), dopo due settimane decide, a causa di problemi economici, di rinunciare all'iscrizione al campionato di serie A1 2021/2022.

## Palmarès

### Competizioni nazionali
- Coppa Italia femminile: 1

2020-21

## Rosa femminile 2020-2021
| N° | Naz.                | Ruolo | Sportivo                    | Anno |  |  |
| -- | ------------------- | ----- | --------------------------- | ---- |  |  |
| 12 | Italia (bandiera)   | P     | Barbara Meneghin            | 1994 |  |  |
| 44 | Italia (bandiera)   | P     | Elena Felet                 | 1999 |  |  |
| 2  | Norvegia (bandiera) | T     | Anniken Gurmark             | 2001 |  |  |
| 4  | Italia (bandiera)   | PV    | Anna Gherlenda              | 1999 |  |  |
| 5  | Italia (bandiera)   | A     | Arianna Brunetti            | 1998 |  |  |
| 7  | Norvegia (bandiera) | T     | Thina Helene Kolas Øyesvold | 2000 |  |  |
| 8  | Italia (bandiera)   | A     | Mayra Radice                | 2004 |  |  |
| 9  | Italia (bandiera)   | T     | Giorgia Di Pietro           | 1994 |  |  |
| 11 | Italia (bandiera)   | PV    | Eleonora Colloredo          | 2001 |  |  |
| 13 | Italia (bandiera)   | A     | Eleonora Costa              | 1995 |  |  |
| 14 | Italia (bandiera)   | T     | Noemi Dipalma               | 2003 |  |  |
| 15 | Italia (bandiera)   | A     | Beatrice Pugliara           | 2000 |  |  |
| 16 | Italia (bandiera)   | T     | Giulia Ivanda Moro          | 2004 |  |  |
| 17 | Italia (bandiera)   | A     | Martina Pizzutto            | 1998 |  |  |
| 20 | Cuba (bandiera)     | T     | Arassay Duran Morens        | 1985 |  |  |
| 24 | Italia (bandiera)   | T     | Maddalena Lion              | 2002 |  |  |
| 33 | Romania (bandiera)  | T     | Alessandra Paraschiv        | 2004 |  |  |
| 34 | Italia (bandiera)   | PV    | Francesca Traini            | 2000 |  |  |
| 38 | Italia (bandiera)   | T     | Carlotta Poderi             | 1995 |  |  |